# فيتينيو
فيكتور فينيسيوس كويلو دوس سانتوس المعروف بفيتينيو (9 أكتوبر 1993 البرازيل - ) هو لاعب كرة قدم برازيلي، يلعب كلاعب جناح لصالح نادي الاتفاق السعودي.

## وصلات خارجية
فيتينيو على موقع الاتحاد الأوربي (الإنجليزية)
- فيتينيو على موقع قاعدة بيانات كرة القدم.إي يو (الإنجليزية)
- فيتينيو على موقع Soccerway.com (الإنجليزية)
- فيتينيو على موقع عالم كرة القدم.نت (الإنجليزية)
- فيتينيو على موقع AS.com (الإسبانية)